# Železniční trať Kravaře ve Slezsku – Chuchelná
Železniční trať Kravaře ve Slezsku – Chuchelná (v jízdním řádu pro cestující součást tratě č. 317) je jednokolejná železniční trať o délce 10 km. Jedná se o dráhu regionální.

## Historický vývoj
Trať vznikla jako součást železniční trati Opava–Ratiboř, která byla postavena jako mezistátní trať spojující Prusko a Rakousko-Uhersko. Valná část trati však ležela na území Pruska, neboť jeho součástí bylo v té době též Hlučínsko. První vlak projel celou tratí 20. října 1895. K posunutí hranice došlo po 1. světové válce, kdy bylo Hlučínsko připojeno k Československu a poslední stanicí na území Československa se stala Chuchelná, dále už následovalo území Německa. Po skončení 2. světové války, kdy se za Chuchelnou namísto Německa ocitlo Polsko, již nebyl provoz v pohraničním úseku obnoven. Významnější se pak stala trať Opava–Hlučín, s využitím původně odbočné trati z Kravař do Hlučína, a naopak trať Kravaře ve Slezsku – Chuchelná začala být považována za odbočnou.
V důsledku povodně na řece Opavě, která poškodila most na trati mezi Opavou a Kravařemi, byla od zbytku železniční sítě sítě odříznuta i trať Kravaře ve Slezsku – Chuchelná. Od 14. září 2024 byl na trati zastaven provoz do doby obnovy mostu u Opavy.

## Průběh trati, tarifní kilometry
- km 0 – Kravaře ve Slezsku (stanice) 250 m n. m.
- km 3 – Štěpánkovice (zastávka) 260 m n. m.
- km 6 – Bolatice (zastávka, dříve zastávka a nákladiště) 280 m n. m.
- km 10 – Chuchelná (dopravna D3) 260 m n. m.

## Provoz na trati
Na této trati je od jízdního řádu 2010/2011 pravidelně vedena pouze osobní doprava, jejímž dopravcem jsou České dráhy. Pravidelná nákladní doprava byla zastavena.

## Stanice a zastávky

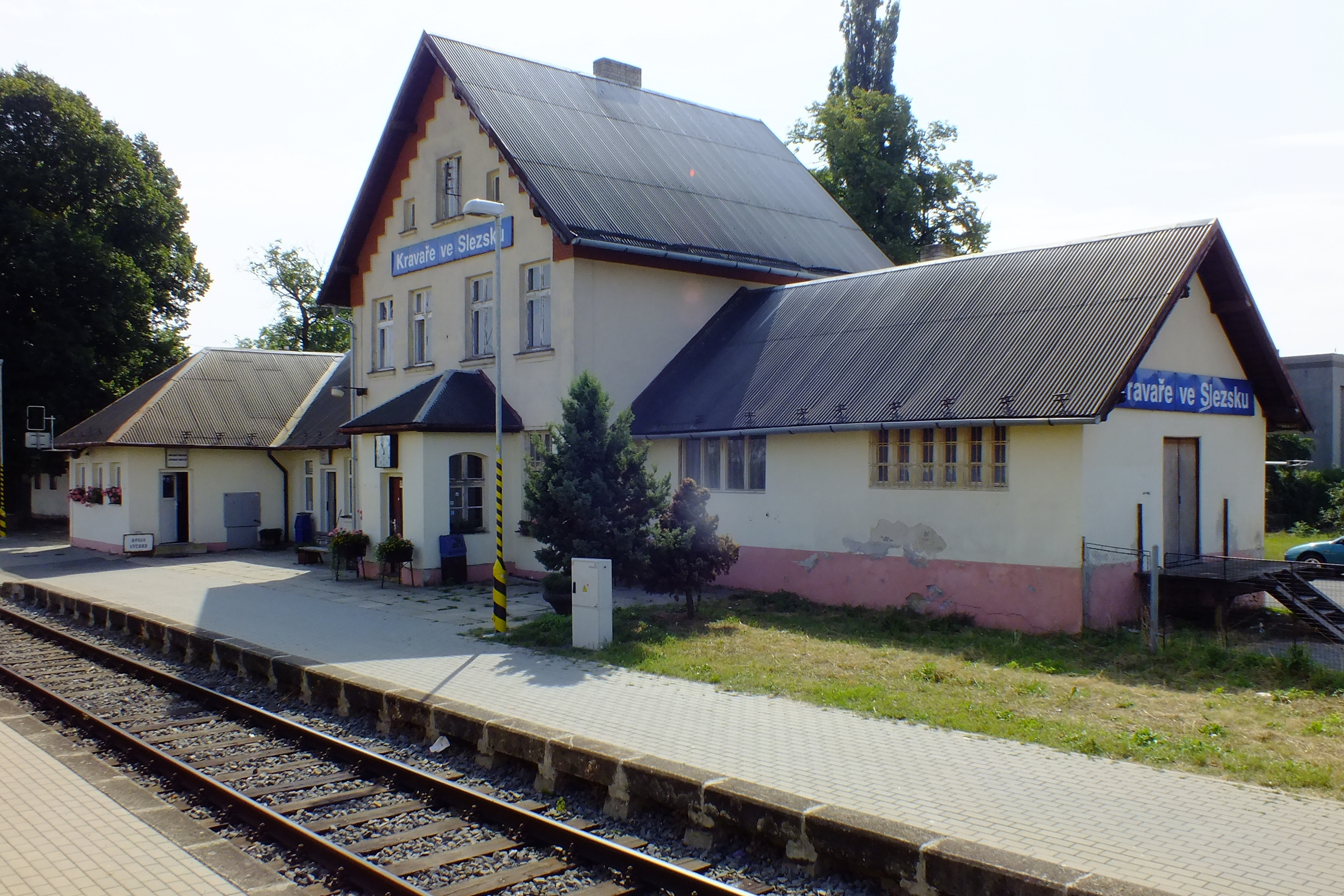
Kravaře ve Slezsku
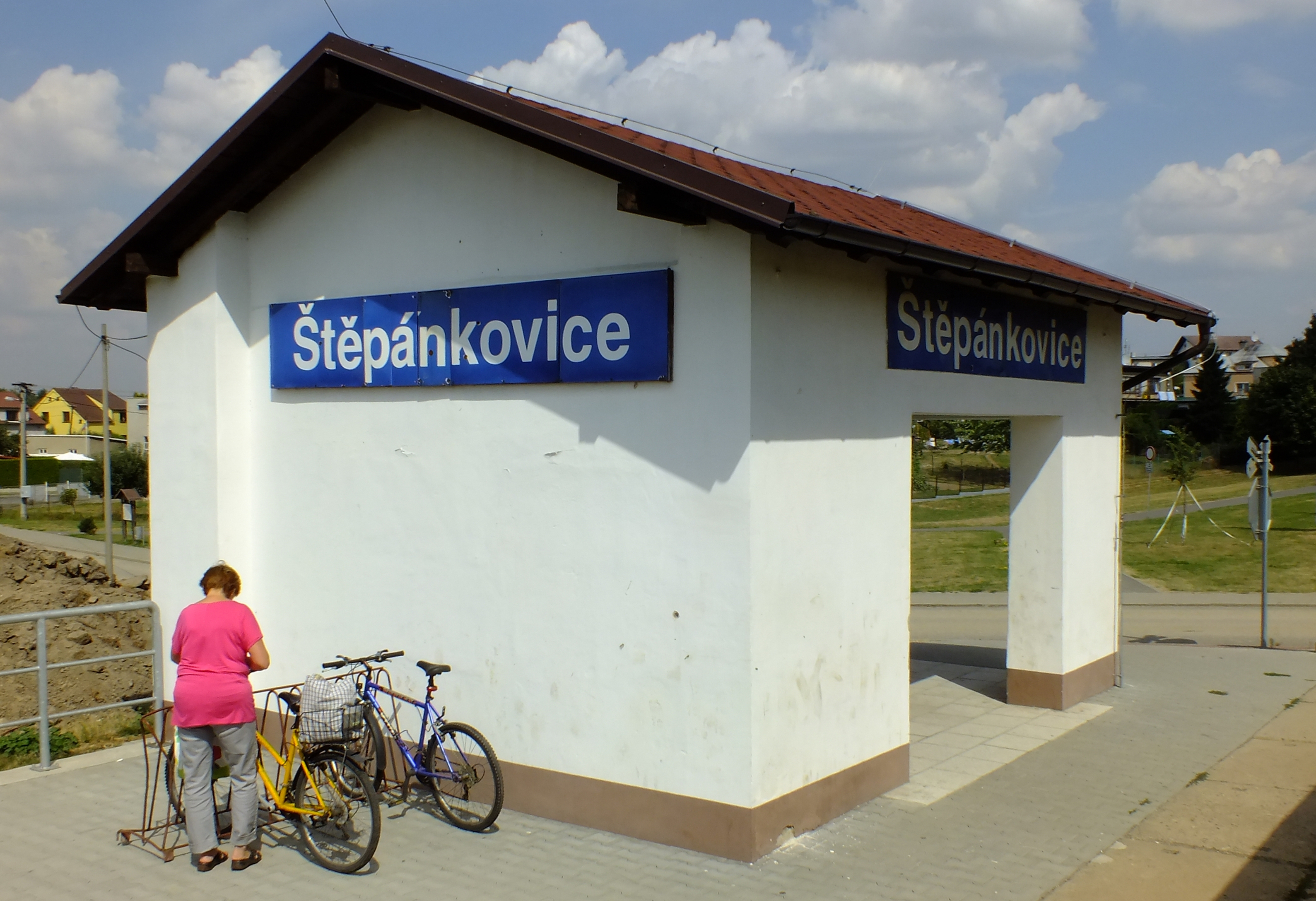
Štěpánkovice
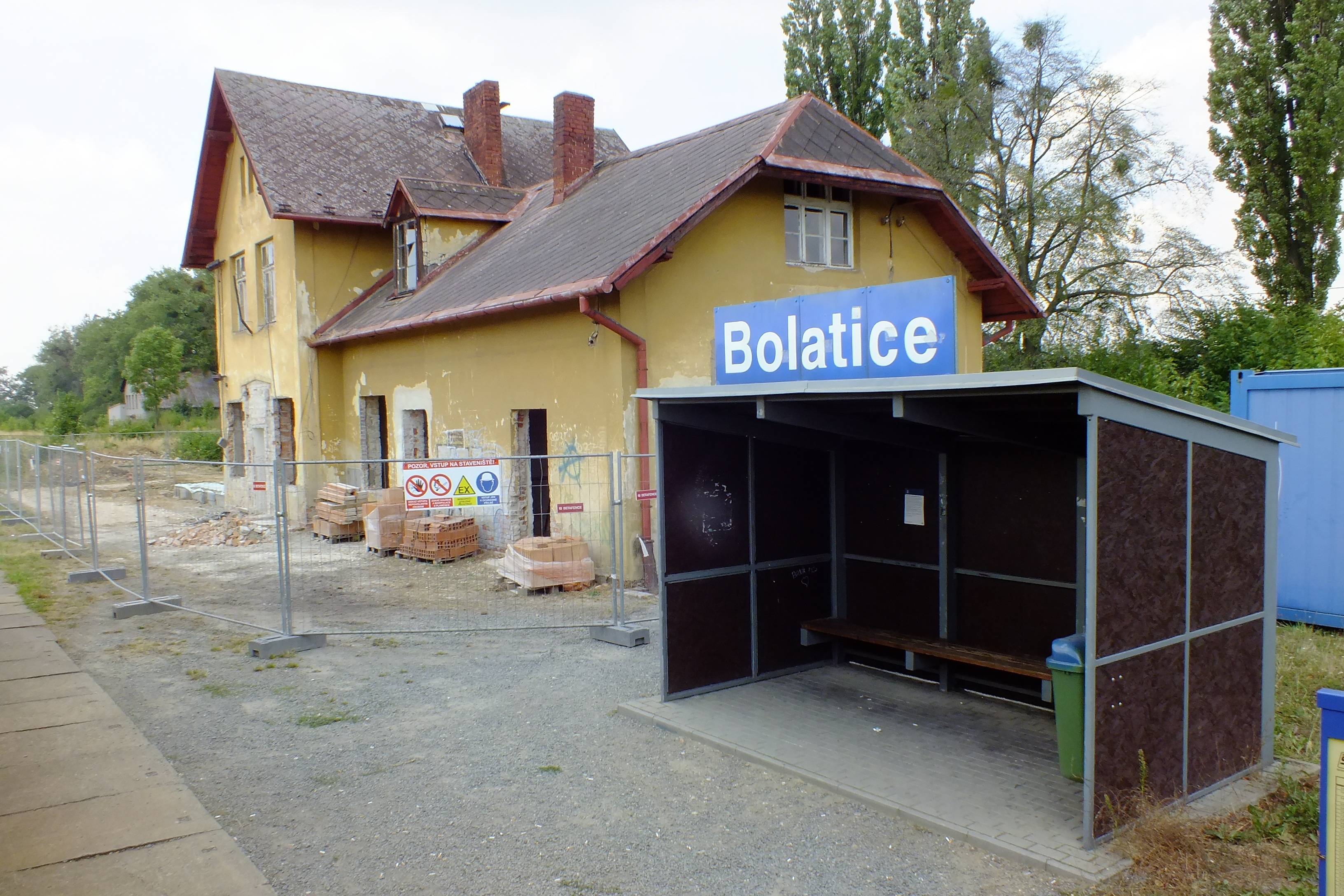
Bolatice
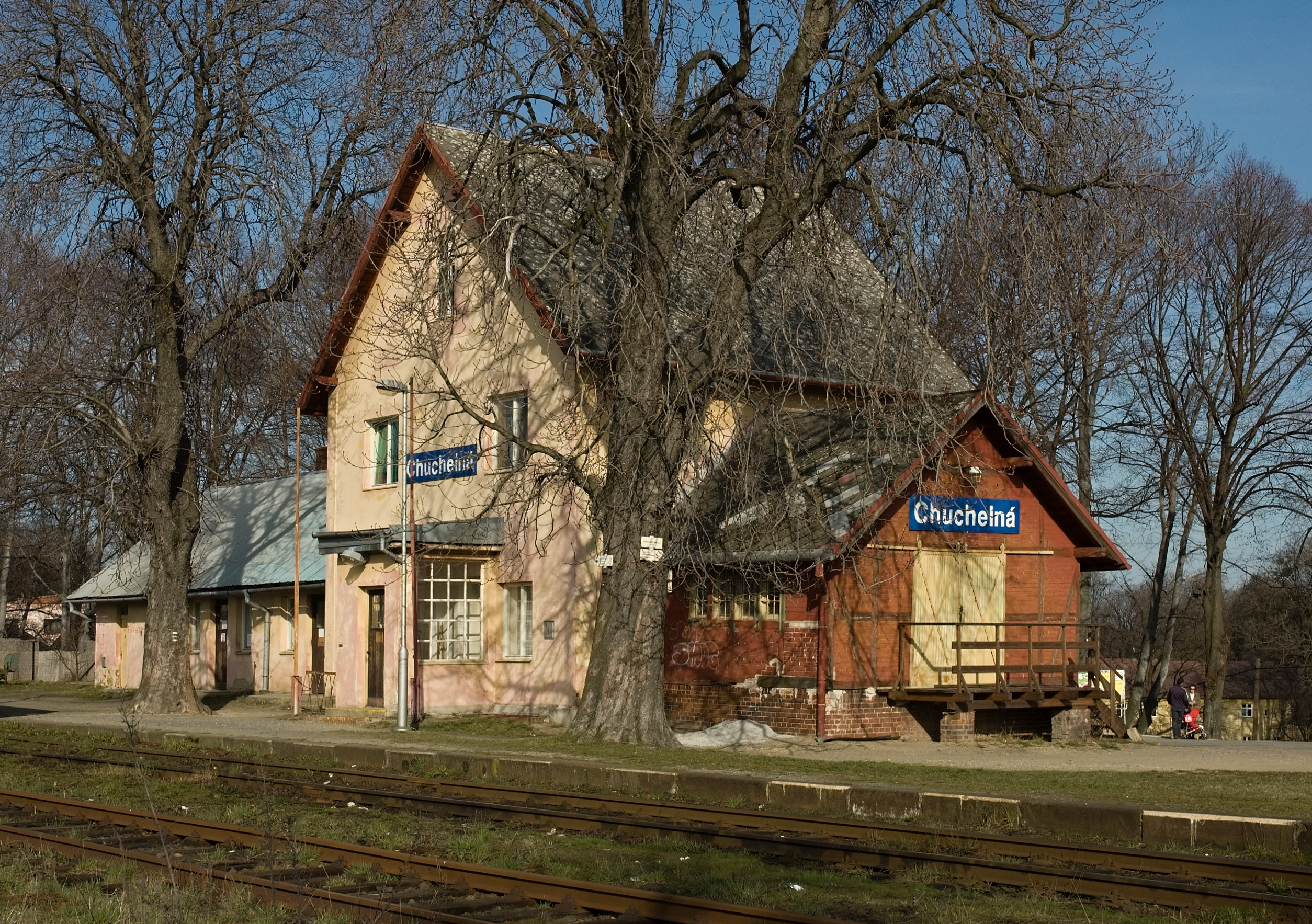
Chuchelná